# Steve Gadd
Steve Gadd (* 9. dubna 1945) je americký jazzový bubeník.

## Život
Narodil se ve městě Irondequoit ve státě New York a hře na bicí se začal věnovat ve svých sedmi letech, kdy jej začal vyučovat jeho strýc, bubeník působící v americké armádě. Již v jedenácti vystupoval s trumpetistou Dizzym Gillespiem. Po dokončení středoškolského studia v rodném městě zahájil studium na Manhattan School of Music, odkud však po dvou letech odešel na Eastman School of Music do Rochesteru. Po dokončení studií vystupoval například s bratry Chuckem a Gapem Mangioneovými. Jeho vůbec první nahrávkou bylo album Diana in the Autumn Wind druhého jmenovaného. Později i on sám nastoupil do armády, kde strávil tři roky jako bubeník ve vojenské kapele. Později hrál v triu s Tonym Levinem a Mikem Holmesem a v roce 1973 krátce působil ve skupině Return to Forever. Během své kariéry spolupracoval s desítkami dalších hudebníků různých žánrů. Patří mezi ně například Paul Simon, Laurie Anderson, Paul McCartney, Eric Clapton, David Gilmour nebo duo Kate & Anna McGarrigle.